# Trièves
Le Trièves est une petite région naturelle située dans le sud du département de l'Isère, dans les Alpes françaises. Il s'agit d'une dépression localisée dans les Alpes externes dont le nom est également utilisé par la structure intercommunale, la communauté de communes du Trièves dont le siège est installé à Monestier-de-Clermont.
Le Trièves s'inscrit également, dans son intégralité, depuis 2015, dans une autre instance administrative, le canton de Matheysine-Trièves dont le bureau centralisateur est situé à La Mure.
Ce territoire, drainé par l'Ébron et ses affluents, est délimité géographiquement :
- au nord par le col de l'Arzelier et la vallée de la Gresse avec le secteur de la Cluze[1] ;
- à l'est par le cours du Drac et le massif du Dévoluy ;
- à l'ouest par la limite orientale de la chaîne subalpine du Vercors ;
- au sud par le col de la Croix-Haute.

Historiquement, une partie de ce territoire comprenant cinq paroisses (formé aujourd'hui par les cinq communes de Monestier-de-Clermont, Roissard, Saint-Paul-lès-Monestier, Sinard et Avignonet) porta le nom de « la vicomté de Trièves » jusqu'à la Révolution française.

## Toponymie
Que ce soit en raison d'un peuple antique ou d'un ancien réseau routier, il semble établi que le chiffre « trois » puisse avoir une réelle importance dans l'origine étymologique du nom du Trièves.
Le peuple celto-ligure de la Gaule narbonnaise dénommé les Tricorii, terme signifiant en gaulois les « trois armées » ou les trois tribus, peut être une explication quant à l'origine du nom de cette région.
Cependant, selon l'Académie royale des inscriptions et des belles lettres qui publia un article sur ce sujet dans son ouvrage dénommé les « antiquités de France », le nom de Trièves, « Triviæ » en latin, serait issu du culte de Diane-Trivia que l'on honorait aux carrefours des routes. Cet ouvrage précise également que ce nom concernerait les trois routes historiques de la vallée : la première route vers l'est pour se rendre à Gap, la deuxième, transversale du nord vers le sud, pour se rendre de Grenoble en Provence et la troisième vers l'ouest pour se rendre à Die et dans le Diois.

## Géographie

### Situation, topographie
Le Trièves est un territoire de moyenne montagne (entre 500 et 2 789 mètres d'altitude) lové entre les massifs qui l'entourent de trois côtés : ouest (massif du Vercors), sud et est (chaînon de l'Obiou - massif du Dévoluy). Seul le côté nord est ouvert, mais il est séparé du territoire voisin de la Matheysine par les profondes gorges du Drac. C'est donc une sorte de forteresse naturelle, qui a donné son caractère particulier à cette région assez isolée, et telle qu'a pu la décrire un écrivain comme Jean Giono. Le Trièves appartient encore aux Alpes du Nord mais se situe juste à la limite géographique des Alpes du Sud, sur l'autre versant du col de la Croix-Haute.
Ce territoire montagneux, situé à l'extrémité méridionale du sillon alpin dont il est le cul-de-sac, réunit une trentaine de communes, formant la communauté de communes du Trièves après la fusion, en 2011, des trois cantons : Clelles, Monestier-de-Clermont et Mens. Situé sur l'axe Grenoble-Marseille, il est traversé par la RD 1075 et la ligne SNCF Grenoble-Veynes.

Panorama sur le Trièves et le Vercors depuis le mont Aiguille.

### Géologie

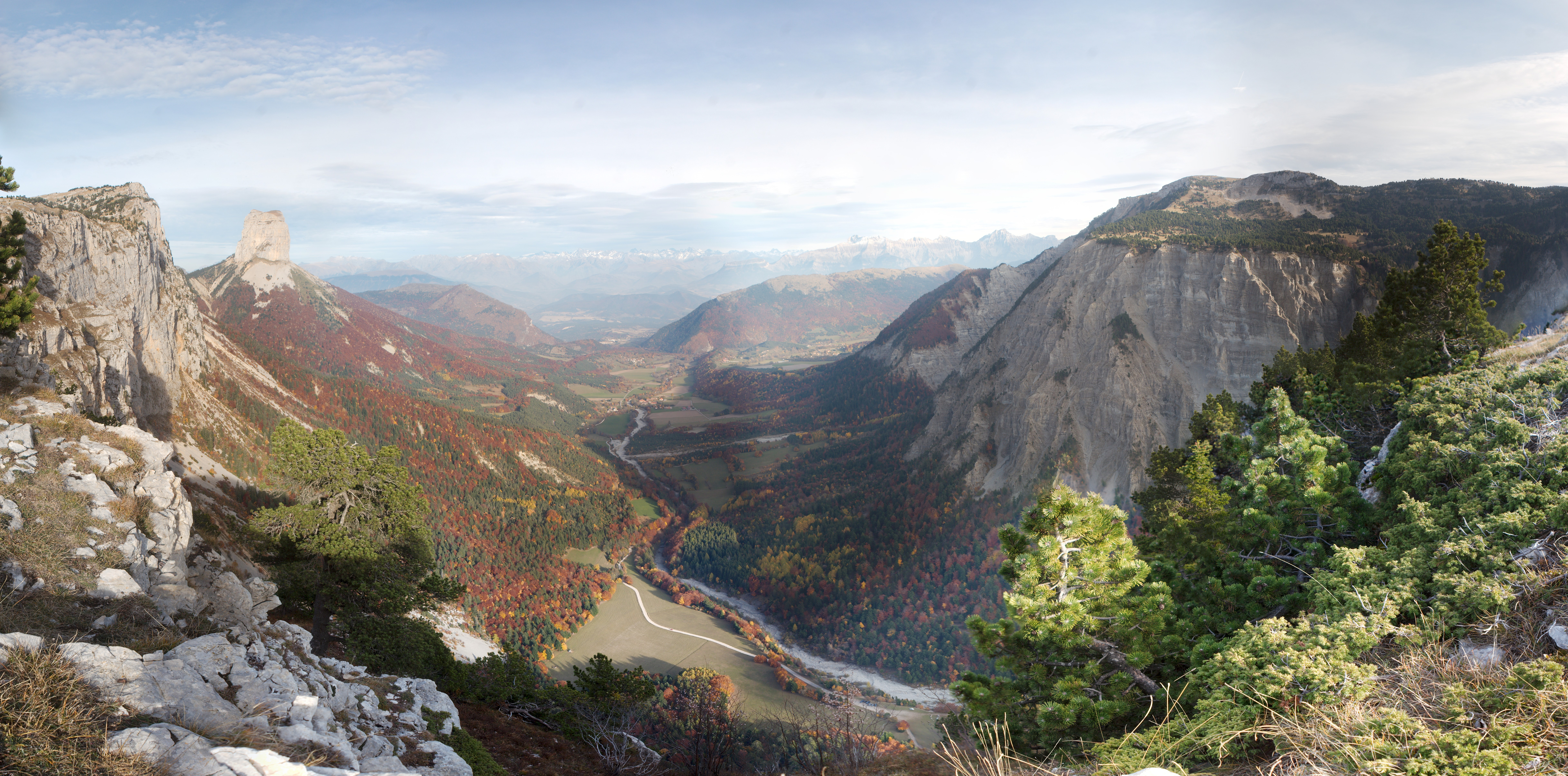
La petite vallée de Chichilianne en bordure du Trièves vue depuis les hauts plateaux du Vercors avec le mont Aiguille à gauche et la tête Chevalière à droite.

La plus grande partie du territoire du Trièves, axé autour du territoire de Mens, se présente sous la forme d'une vaste dépression ouverte vers le nord et dont le fond semble plutôt aplani, à l'exception de quelques ravines qui l'entament assez profondément et qui sont drainées par l'Ébron, un torrent qui naît au pied du Grand Ferrand, dans le bassin de Tréminis, à une altitude de 2 380 m, et se jette dans le Drac dans le lac de Monteynard-Avignonet. La cuvette était occupée durant certaines périodes glaciaires par un lac formé par le barrage des vallées aval par les glaciers de l'Isère et de la Romanche.
Une grande corniche cerne cette dépression du côté occidental et méridional. Celle-ci se rattache donc, à ce niveau, au sillon subalpin. Elle se présente, comme un repliement de ce dernier s'enfonçant vers le sud-ouest en direction du col de la-Croix-Haute et se ferme du côté est au pied de la Grande Tête de l'Obiou, sommet septentrional du massif du Dévoluy.

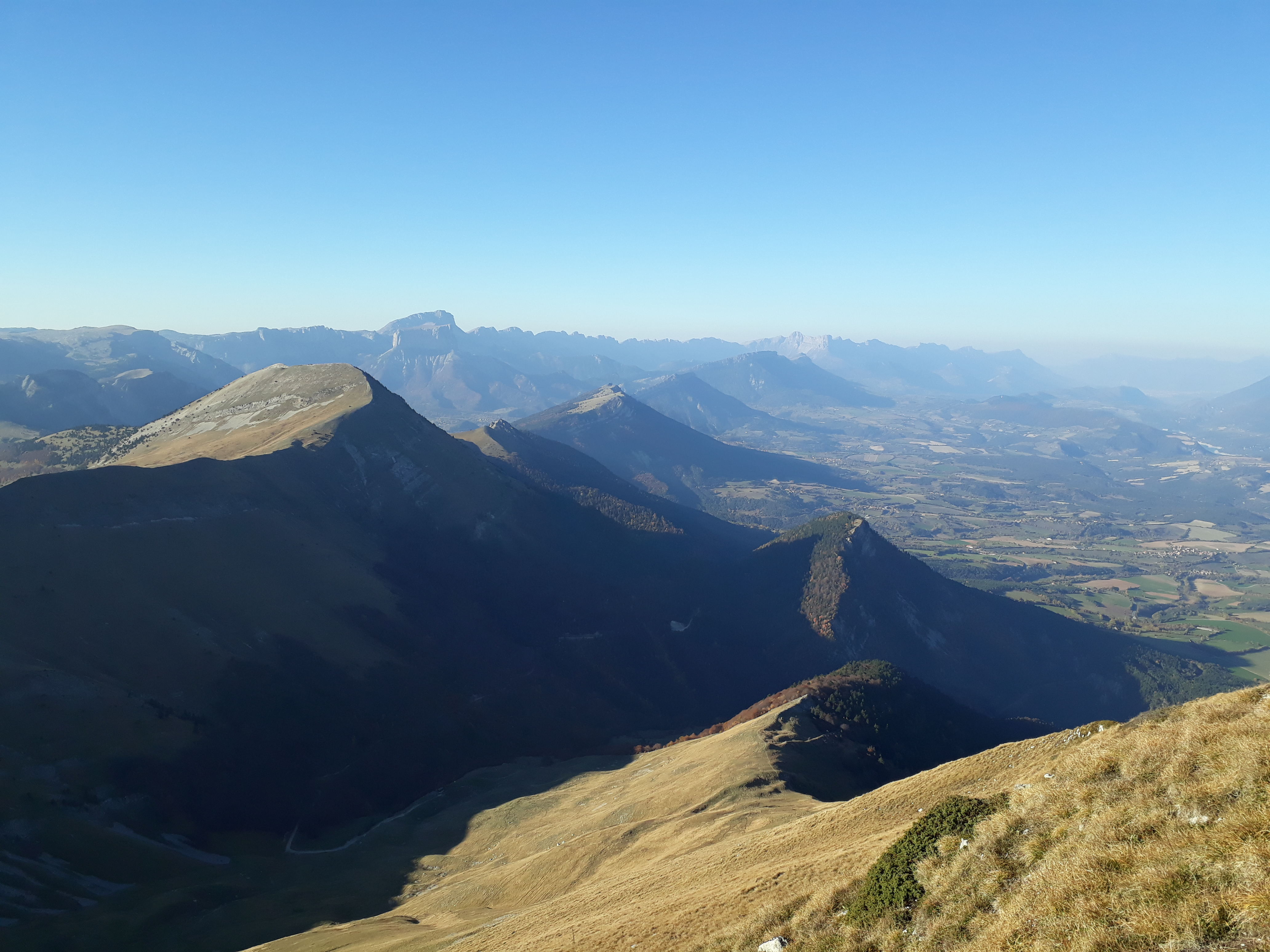
Le mont Barral, la muraille orientale du Vercors et l'ouest du Trièves, vus depuis la crête de Larchat.

Vu depuis le sud, le soubassement rocheux du Trièves est en grande partie formé par les terres noires du Jurassique supérieur, qui sont majoritairement recouvertes en surface par des alluvions quaternaires surtout formées de terrasses emboitées, d'origine rissiennes et wurmiennes.

### Climat
Secteur limitrophe des Alpes du Sud, le Trièves est une région de transition climatique entre le climat semi-continental de la région de Grenoble et le climat sub-méditerranéen des moyennes montagnes dans les Hautes-Alpes.
L'ensoleillement, déjà élevé à Grenoble (environ 2 100 heures annuelles) est encore plus élevé dans le Trièves (environ 2 300 heures). Par ailleurs, la pluviométrie est relativement basse sur ce territoire, en comparaison de sa latitude. La situation dans un cadre montagneux favorise l'assèchement de l'air.
L'hiver, ce côté méridional est nuancé par l'altitude relative du plateau (700 mètres en moyenne). Il neige donc abondamment, mais le climat reste légèrement plus doux que dans le reste des Alpes du Nord à altitude équivalente.
Comme dans la région de Grenoble, l'effet de foehn arrive parfois par le sud, réchauffant ainsi la masse d'air instantanément.

### Faune et flore

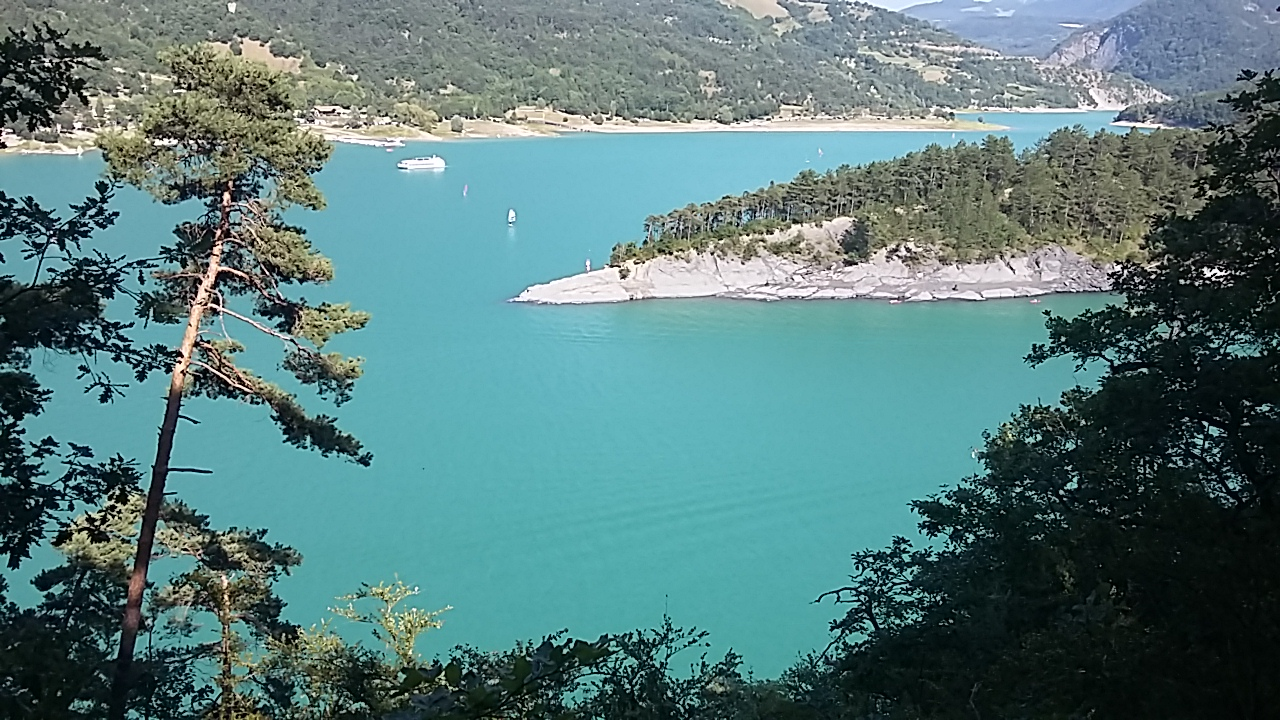
Pinèdes sur les rives de l'Ébron à hauteur du lac de Monteynard-Avignonet.

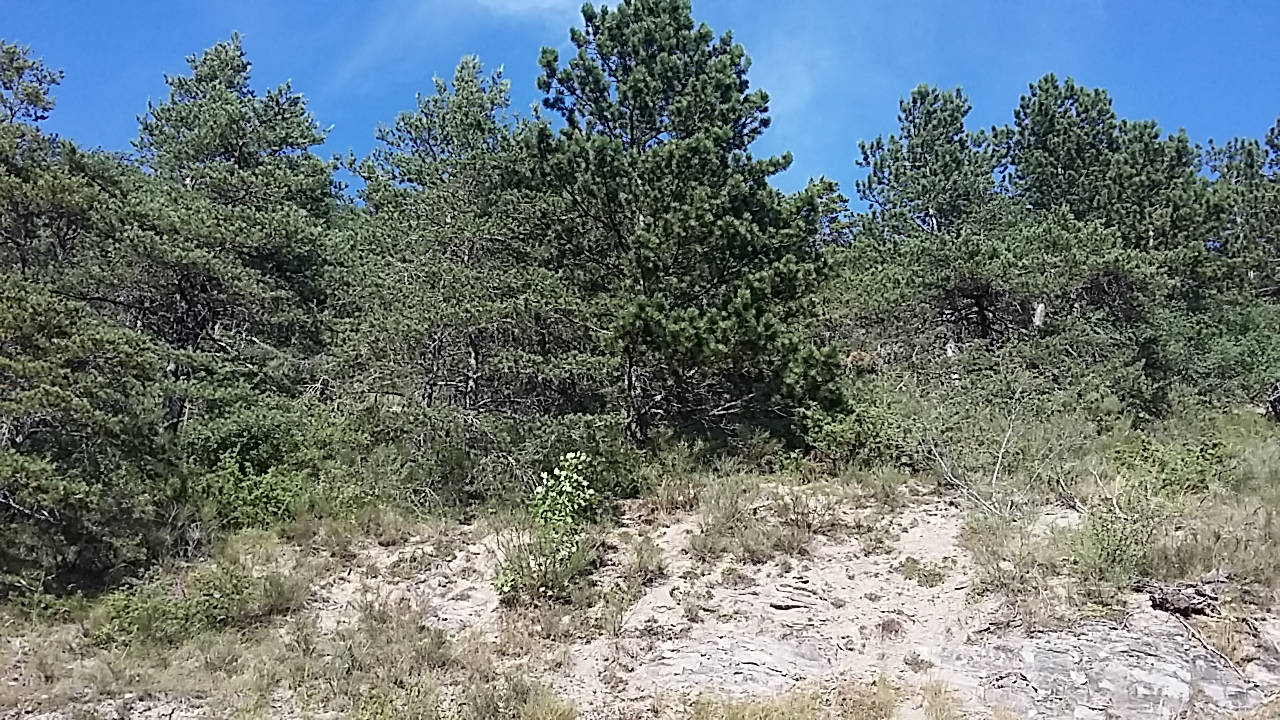
Une des nombreuses forêts sèches du Trièves, en bord de route.

Ce climat de transition se traduit par la présence d'une végétation typiquement méridionale sur les collines. L'effet est accentué sur les versants orientés au sud et à l'ouest. Les grandes forêts sèches composées exclusivement de pins sylvestres et d'alisier blancs ne sont pas rares.
Le Trièves jouit d'une diversité naturelle remarquable du fait de sa situation géographique et de son altitude (de 850 à 2 900 mètres). On y compte de très nombreuses espèces de plantes aux vertus médicinales (en attente de développement) ainsi qu'une faune variée.

#### La forêt du Trièves

##### Caractéristiques
La superficie totale de l'espace boisé de la communauté de communes du Trièves est de 26 833 hectares. Cet espace est partagé entre 14 560 hectares de forêts publiques et 12 273 hectares de forêts privées.
La forêt publique est gérée par l'Office national des forêts qui apporte une recette non négligeable aux collectivités et à l'État. La forêt privée, bien que plus étendue, reste économiquement moins productive car elle très morcelée et donc moins organisée au niveau commercial.
La forêt du Trièves se compose essentiellement de Pinales ou résineux avec une grande majorité de pins dont le pin sylvestre qui reste l’essence forestière la plus répandue, le pin à crochets en altitude, et le pin noir, en reboisement, notamment dans la forêt domaniale du Trièves occidental. Au-dessus de 800 mètres d’altitude du côté l’adret des vallées, les peuplements de pins sont absorbés par des formations naturelles de sapin pectiné.

##### La charte forestière
Une charte forestière, document de planification élaboré avec le concours de les représentants des usagers de la forêt, (propriétaires forestiers, chasseurs, simples randonneurs. Cette charte définit principalement les actions prioritaires à mettre en œuvre pour dynamiser l'exploitation et l'usage du bois au niveau local.

## Histoire

### Préhistoire et Antiquité
Le fond de population est possiblement ligure. À la période gauloise, les habitants du Trièves s'appelaient les Tricorii (c'est-à-dire en gaulois « les trois tribus » ou plus probablement « les trois armées » voir aussi Petrocorii), et avaient des liens avec la puissante tribu des Voconces.  Ils sont cités par Pline, Strabon (notamment dans son ouvrage Geographica IV, 6), et Tite-Live. Il existe un peuple homonyme émigré de Bretagne insulaire, qui donna son nom au Trégor en Bretagne continentale.
Un gros bloc de calcaire dont la partie supérieure est plate, horizontale et sans aspérités, située au-dessus de Mens, sur le chemin du Châtel, est considérée comme une « pierre des sacrifices ». Son origine ancienne est évidente et une légende locale attribue son usage sacrificiel par des peuples antiques sans que ce fait soit avéré. Un autre bloc de calcaire taillé en forme de Parallélépipède rectangle, et dont la masse est estimée à environ dix tonnes, est situé au col du Fau sur le territoire de la commune de Monestier-de-Clermont. Sa face supérieure, la seule visible par les promeneurs, présente une légère inclinaison en direction du nord.

### Moyen Âge et Renaissance
La région dépend de l'évêché de Die. Un pèlerinage local se développe dans le vallon d'Esparron, sur le chemin du col de Menée, à la suite d'une apparition de la Vierge à des muletiers. Au XIIIe siècle, Mens devient véritablement la principale ville du Trièves, avec son marché hebdomadaire où les cours des denrées et des bestiaux étaient fixés.
Durant les guerres de religion qui durèrent de 1562 à 1589, la petite cité de Mens se transforme en un fief huguenot. Le dernier connétable de France, François de Bonne de Lesdiguières, ami personnel du futur roi Henri IV, y établit le centre de ses opérations militaires pour lancer diverses opérations dans le Dauphiné. Celui-ci en profitera pour renforcer les fortifications de la petite cité, lesquelles seront ensuite démolies durant le règne de Louis XIII.

### Temps modernes
La révocation de l'édit de Nantes par le roi Louis XIV en 1685, qui entraîne l'interdiction de la pratique du protestantisme dans le royaume, touche la communauté protestante du Trièves, bien que la communauté de Mens réussisse à rester fidèle à la réforme grâce à une indifférence bienveillante qui évolue progressivement en une tolérance assez exceptionnelle jusqu'à la Révolution française.

### Époque contemporaine
La communauté de communes du Trièves est créée le 1er janvier 2012, à la suite de la fusion des trois anciennes communautés de communes qui organisaient cette petite région, permettant ainsi une gestion locale unique pour l'ensemble du territoire.
Un projet d'autoroute correspondant à un raccordement des deux parties de l'autoroute A51, entre Monestier-de-Clermont (col du Fau) et Gap (La Saulce) est proposé dans les années 1990. Le tracé dit « par l'est de Gap » entraînerait une traversée du Trièves. En 2018, à la suite des difficultés d'assurer un financement pérenne, le projet n'est toujours pas abouti, et fait encore l'objet d'une forte opposition au niveau local.

## Activités

### Vie économique et sociale
Après avoir souffert de l'exode rural dans les années 1950 et 1960, le Trièves est devenu un lieu de résidence secondaire des Grenoblois.

### Secteur agricole

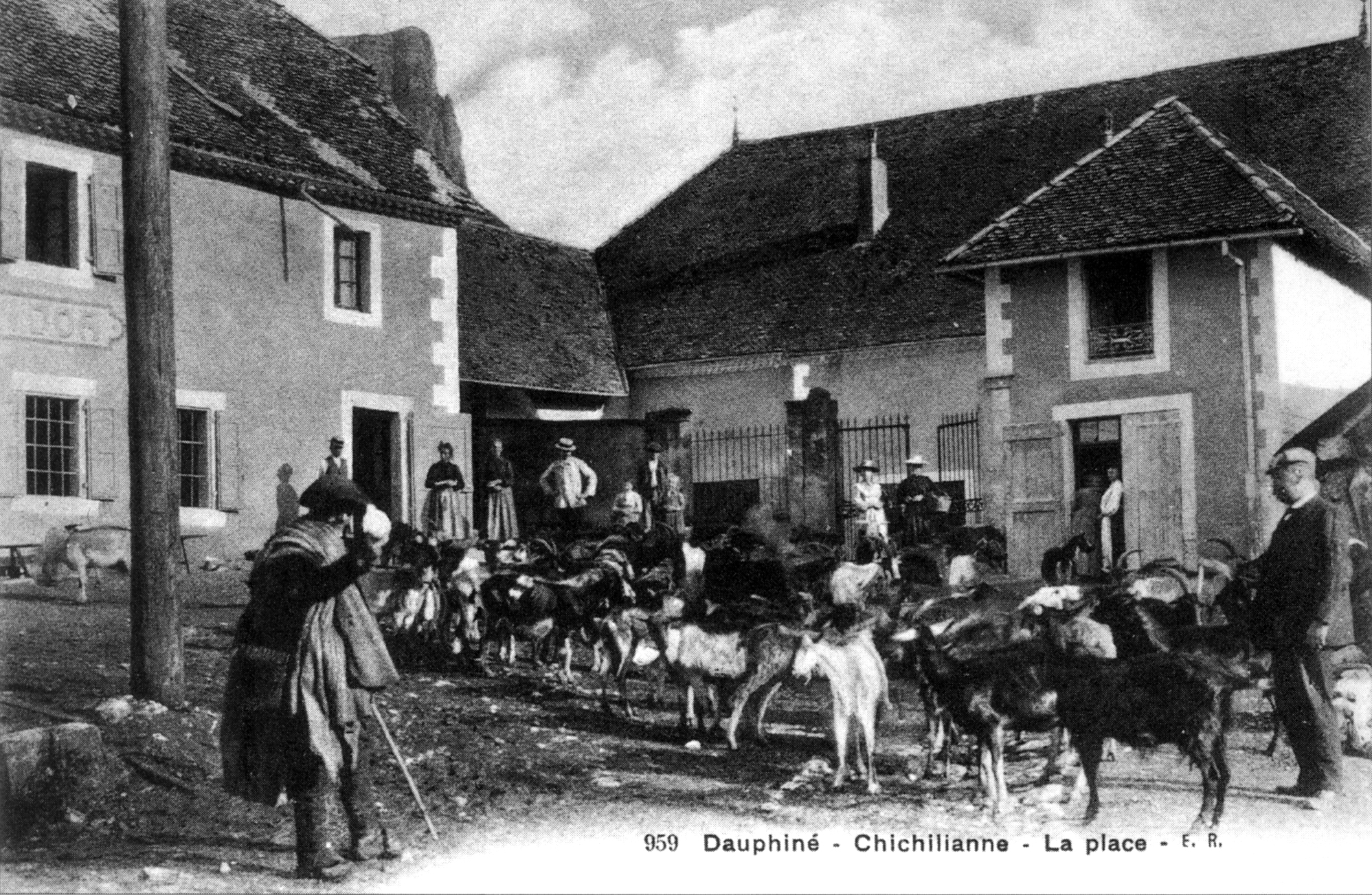
Un troupeau de chèvres de retour de l'alpage sur la place de Chichilianne entre 1900 et 1920.

L'agriculture reste l'activité principale du secteur. L'élevage caprin dans le Trièves était très développé entre 1860 et 1914, pour suivre la demande des peaux pour l'artisanat et l'industrie de la ganterie grenobloise. Cet élevage intense permettait aussi de produire et commercialiser une grande quantité de fromage produit à partir du lait de chèvre.

### Secteur industriel et tourisme
Depuis  le haut Moyen Âge, le Trièves connaît un artisanat actif et a compté quelques établissements industriels au XIXe siècle. Cela a été permis par l'exploitation des ressources abondantes de la région : bois, fer, argile, laine, blé, noix, force hydraulique. Elles ont offert une assez grande variété d'activités : hauts fourneaux de Chichiliane, Saint-Guillaume et Saint-Michel-les-Portes, alimentés par la mine de Montvallon, près de Mens, drapiers de Mens, Clelles, Lalley et Saint-Maurice, verrerie de Treminis, fonderie d'or de Saint-Maurice (alimentée par des « regrets d'orfèvrerie » importés du Sud de la France et de l'Europe), clouterie de Saint-Guillaume, moulin à noix de Mens, ganterie de Mens, tuileries de Clelles et du Percy, eaux minérales à Oriol et Monestier-de-Clermont, et nombre de scieries et moulins le long des rivières. Cette activité qui a principalement prospéré au XIXe siècle s'est considérablement réduite au XXe siècle. On compte encore des industries traditionnelles, qu'il s'agisse de l'industrie agro-alimentaire (laiteries, fabrique de ravioles du Trièves) ou de l'industrie du bois (scieries).

### Tourisme

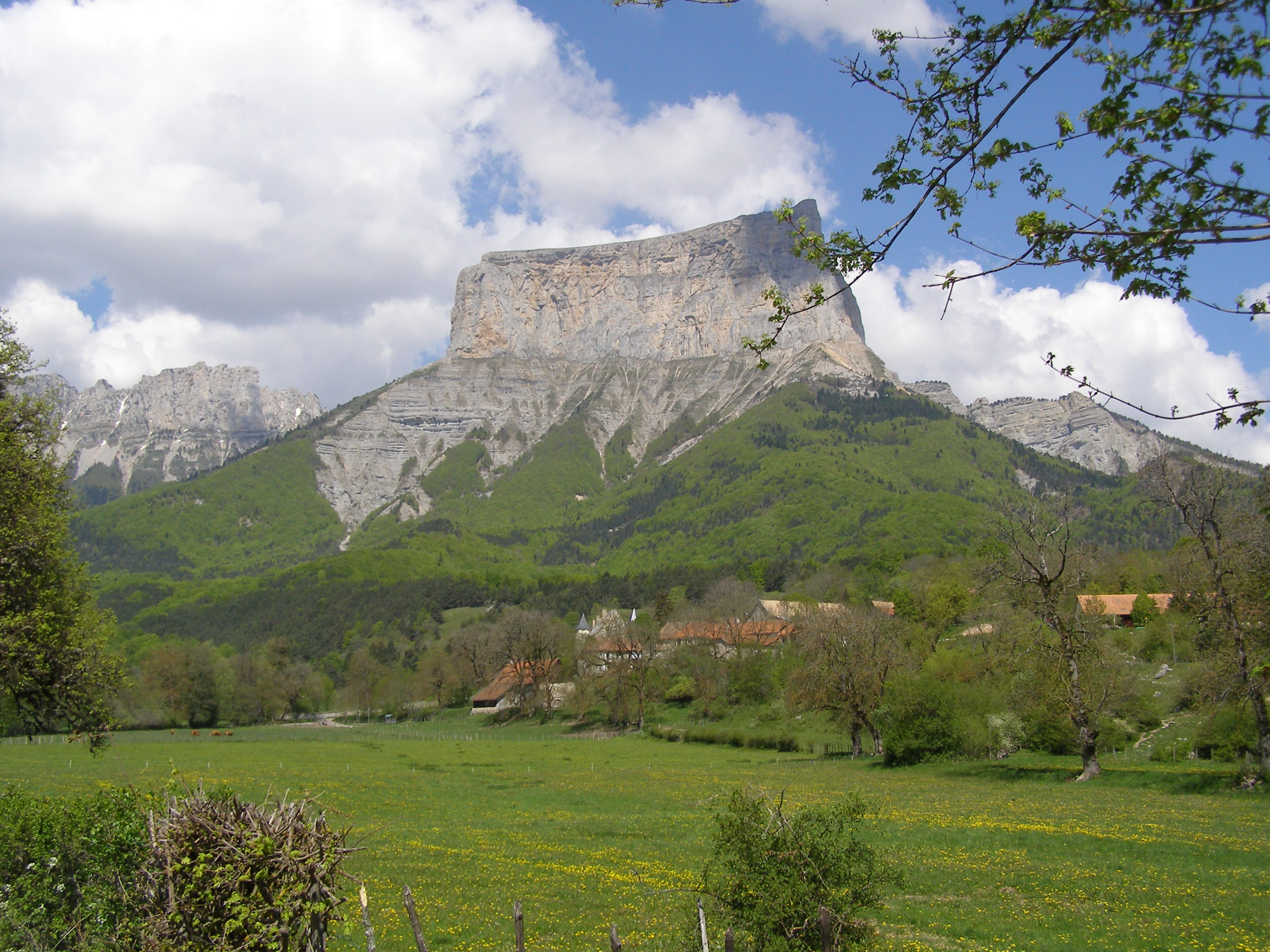
Le mont Aiguille.

L'hôtellerie est en développement (notamment avec le développement des gîtes ruraux).
Le mont Aiguille, avec sa forme caractéristique, est une des sept merveilles du Dauphiné. Il culmine à 2 087 mètres d'altitude et a été gravi en 1492. Il se nommait autrefois le mont Inaccessible. L'alpinisme rocheux (sur roche calcaire) y est pratiqué, en particulier sur la face nord-ouest et les environs du site attirent de nombreux touristes qui profitent de son cadre naturel.
Développé par le Père De Mons, prêtre érudit et spécialiste de l'histoire du Trièves (notamment au sujet des guerres de religion), le site de l'ermitage Notre-Dame d’Esparron, situé au Percy, reçoit les personnes en quête de paix.

### Développement durable
Les communes du Trièves sont récemment devenues membres du réseau des villes en transition. Celles-ci ont plusieurs objectifs. Sur le volet énergétique et environnemental, le but est de limiter la consommation d'énergie pour prévenir le pic du pétrole et limiter les émissions de carbone. Sur le volet économique, a été mis en place en septembre 2017, autour du bassin grenoblois, le Cairn, une monnaie locale qui permet de favoriser les échanges locaux et responsables sur le territoire.

## Patrimoine et culture

### Patrimoine architectural
- Café des Arts à Mens (classé partiellement au titre des monuments historiques pour ses deux devantures et son décor intérieur (cad. B 225)[18].
- Chapelle de la Salette, sur la crête des Côtes du Calvaire à Monestier-de-Clermont[19].
- Chapelle romane de Saint-Christophe de Pâquier à Saint-Martin-de-la-Cluze.
- Château de Bardonenche, à Monestier de Clermont.
- Château de Bardonenche, à Roissard, XVIIe siècle, classé monument historique pour partie[20],[21].
- Château fort de Château-Bernard, du XIIe siècle[22].
- Château de Collet-de-Vulson, à Saint-Jean-d'Hérans[23].
- Château de Cornillon, situé à Cornillon-en-Trièves.
- Château de Monval, situé à Clelles.
- Château de Montmeilleur, à Saint-Baudille-et-Pipet.
- Château de Pâquier, à Saint-Martin-de-la-Cluze[24].
- Château de Rivoiranche, à Saint-Paul-lès-Monestier.
- Château de Sinard, situé à Sinard.
- Église de l'Assomption de Clelles dont le clocher bénéficie d'une inscription au titre des monuments historiques.
- Mémorial du Col du Fau, situé au col du Fau, à Monestier de Clermont.
- Pierre du Prêtre, au col du Fau, à Monestier de Clermont.
- Ruines du château d'Ars, labellisé Patrimoine en Isère[25].
- Ruines du Château fort de Brion, à Lavars.
- Ruines du château de Châteauvieux, à Saint-Sébastien.
- Le pont de Brion, au-dessus de l'Ébron.

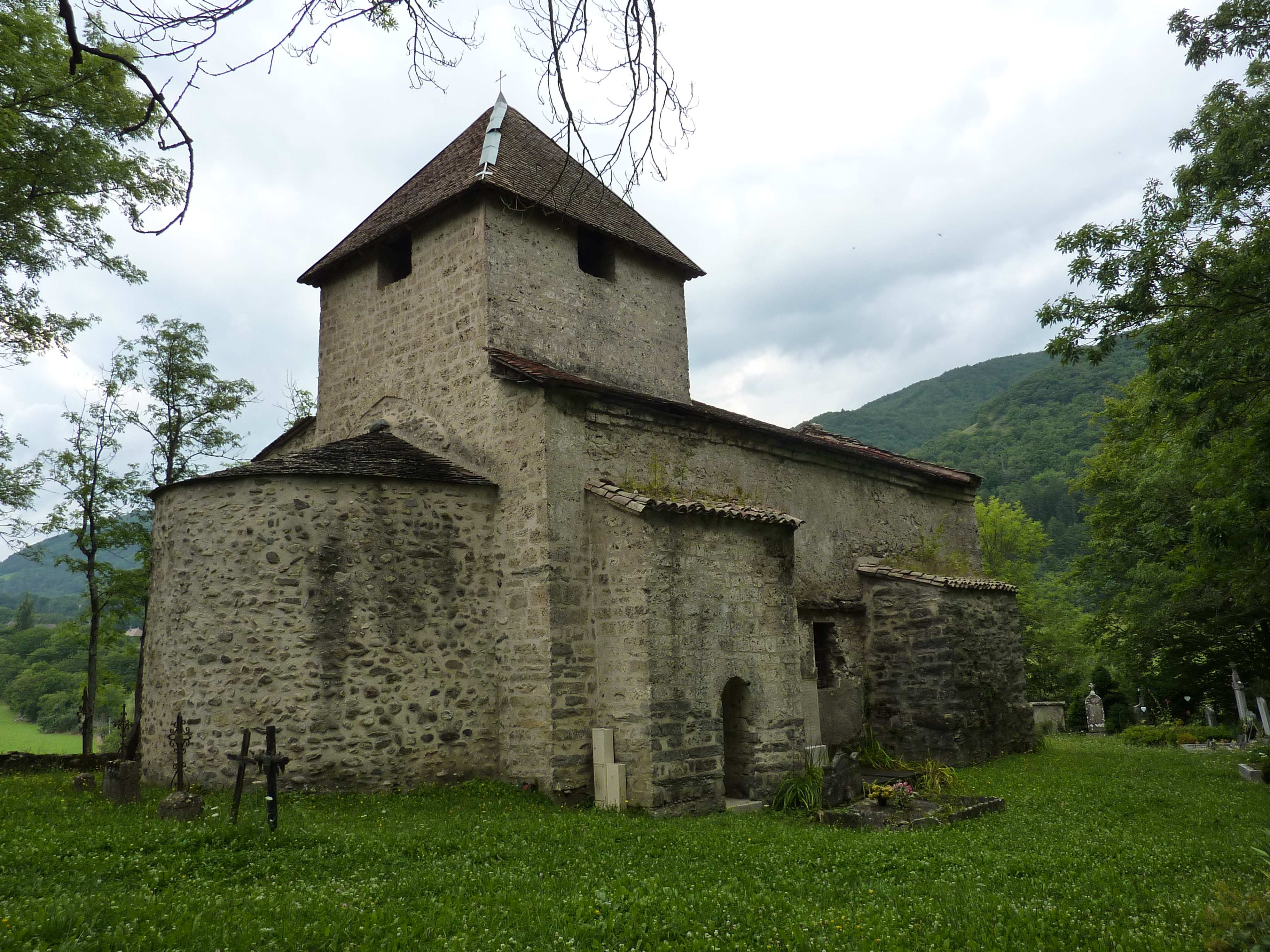
Chapelle Saint-Christophe de Pâquier de Saint-Martin-de-la-Cluze.
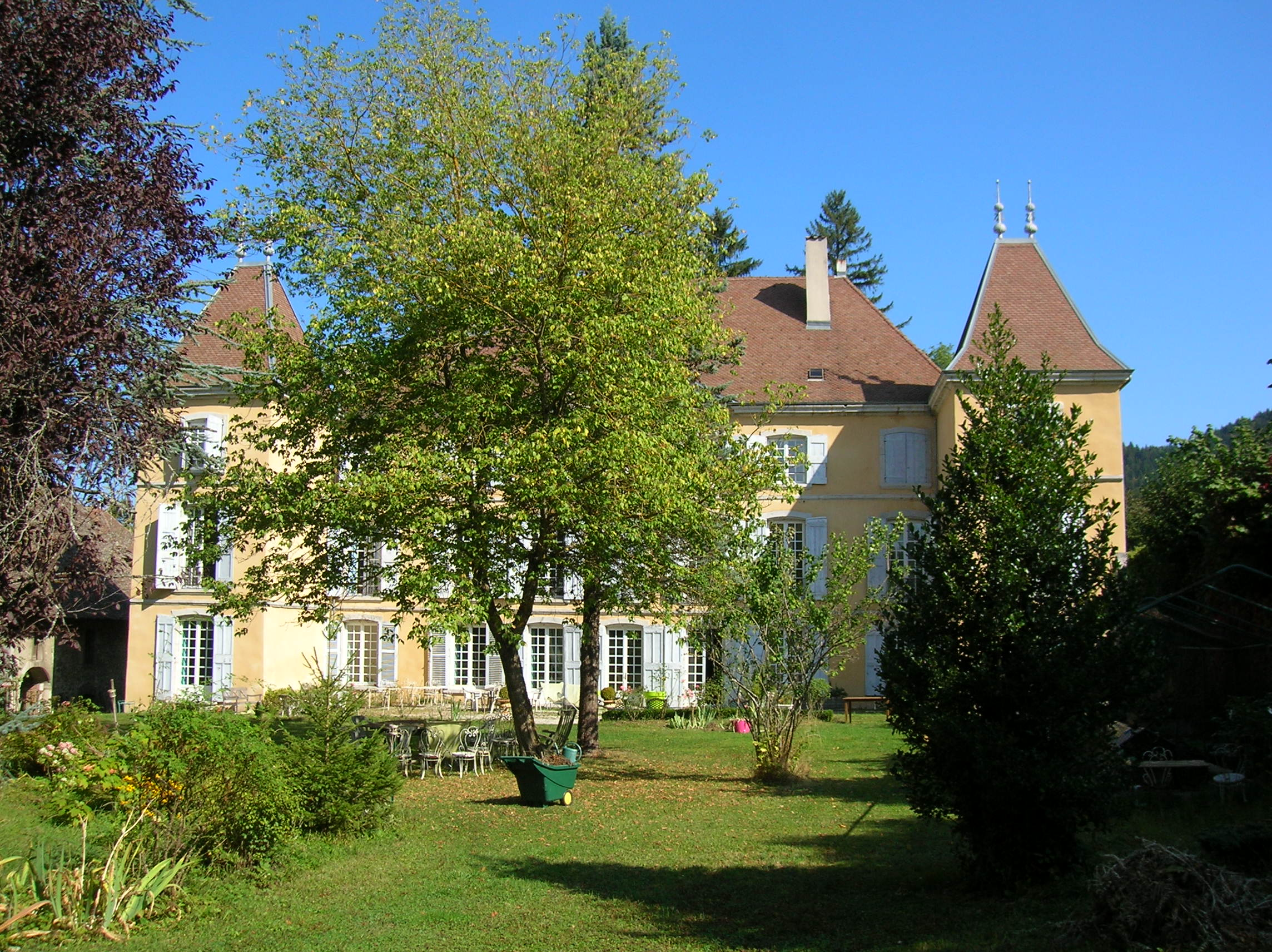
Le château de Bardoneche, à Monestier-de-Clermont.
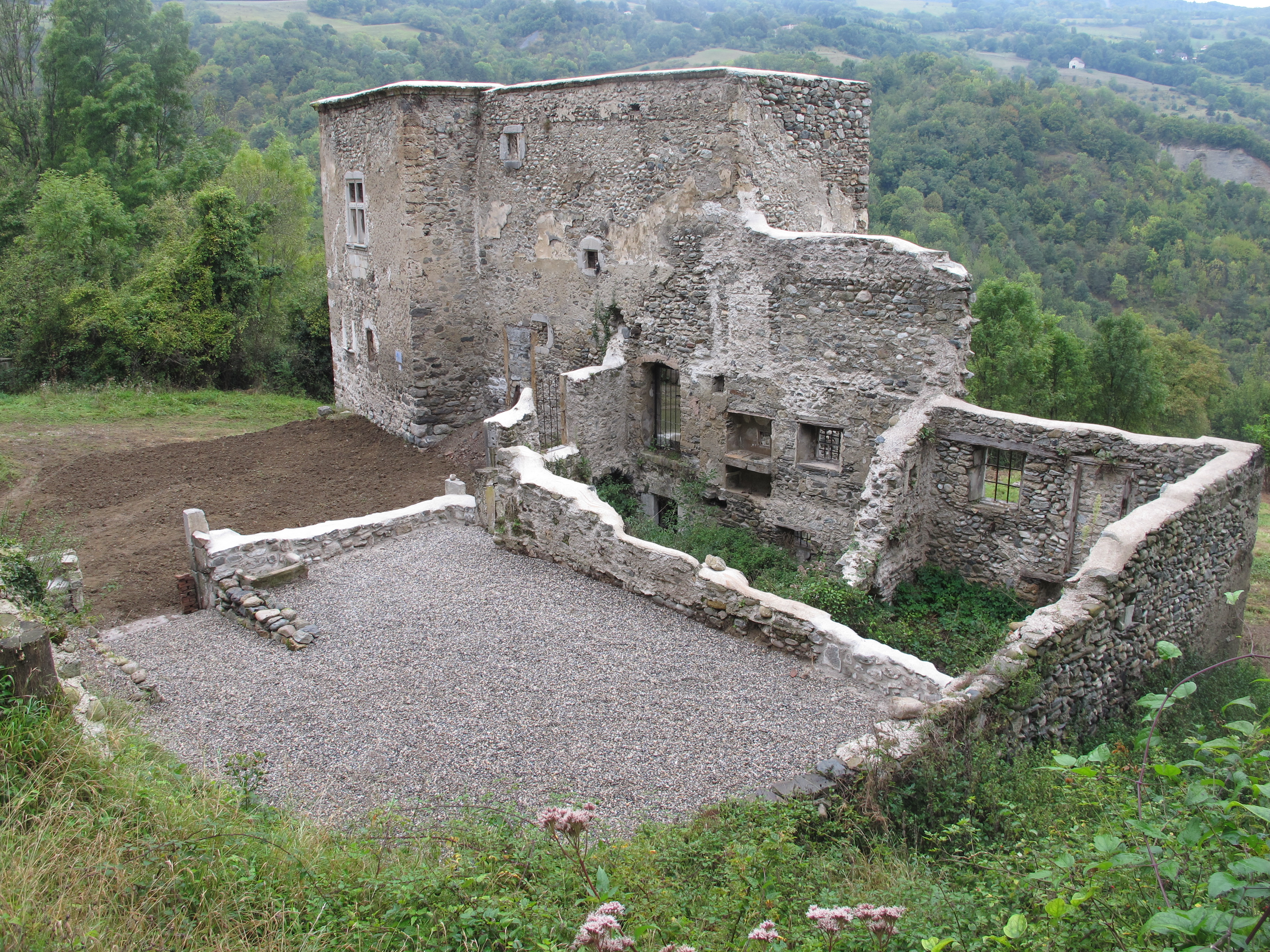
Le château d'Ars.
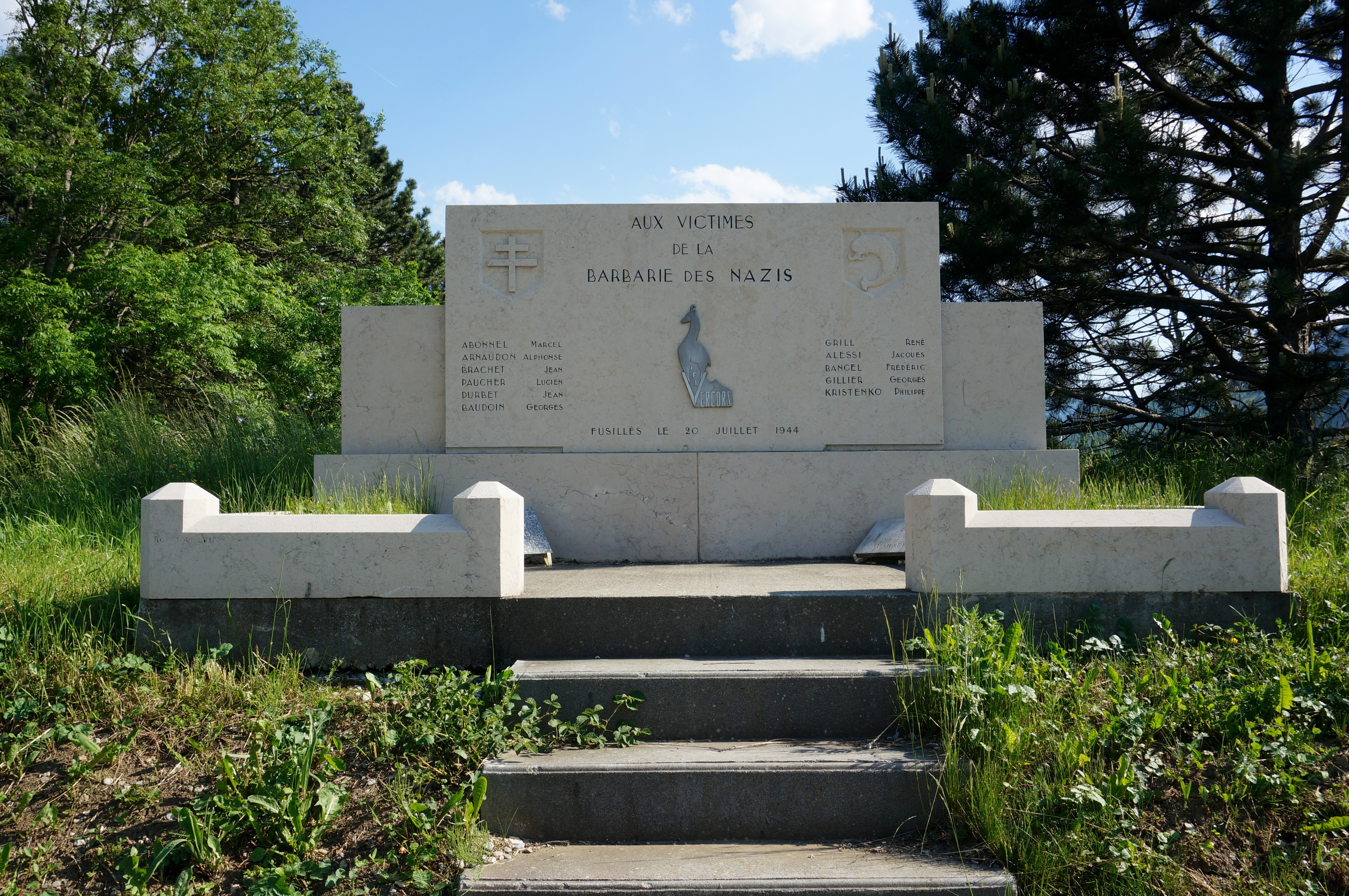
Le mémorial du col du Fau.
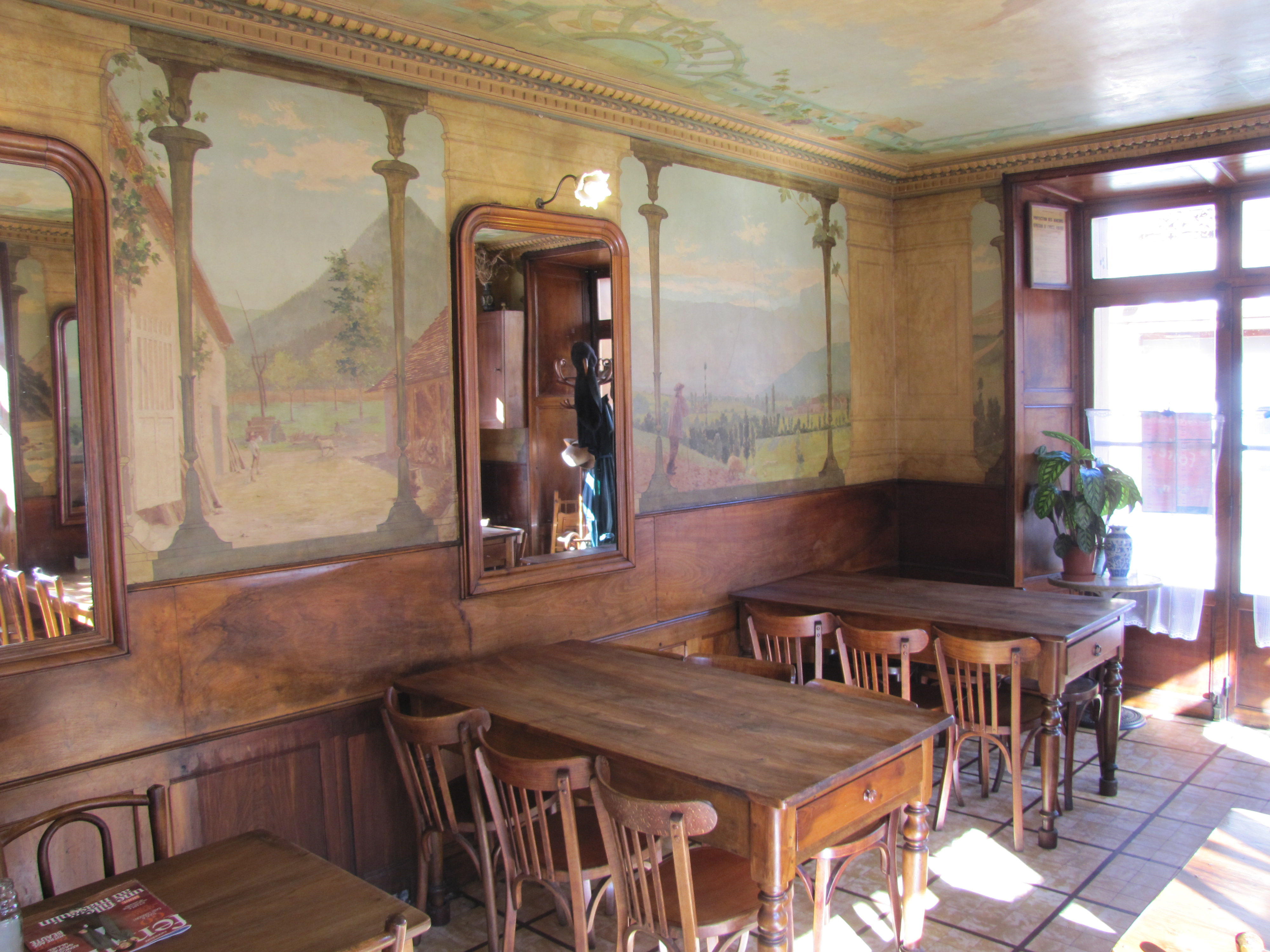
Le Café des Arts, à Mens.
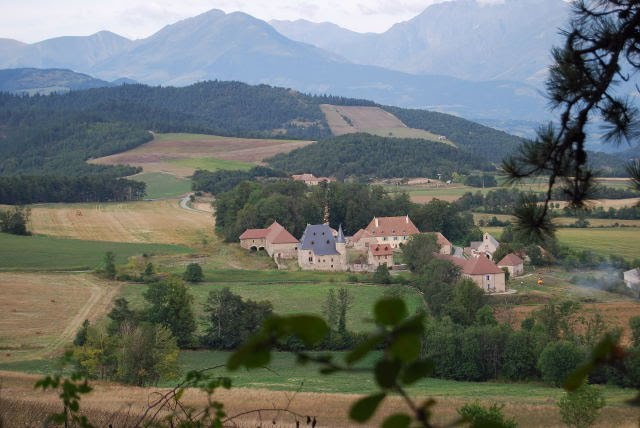
Le château de Cornillon-en-Trièves.
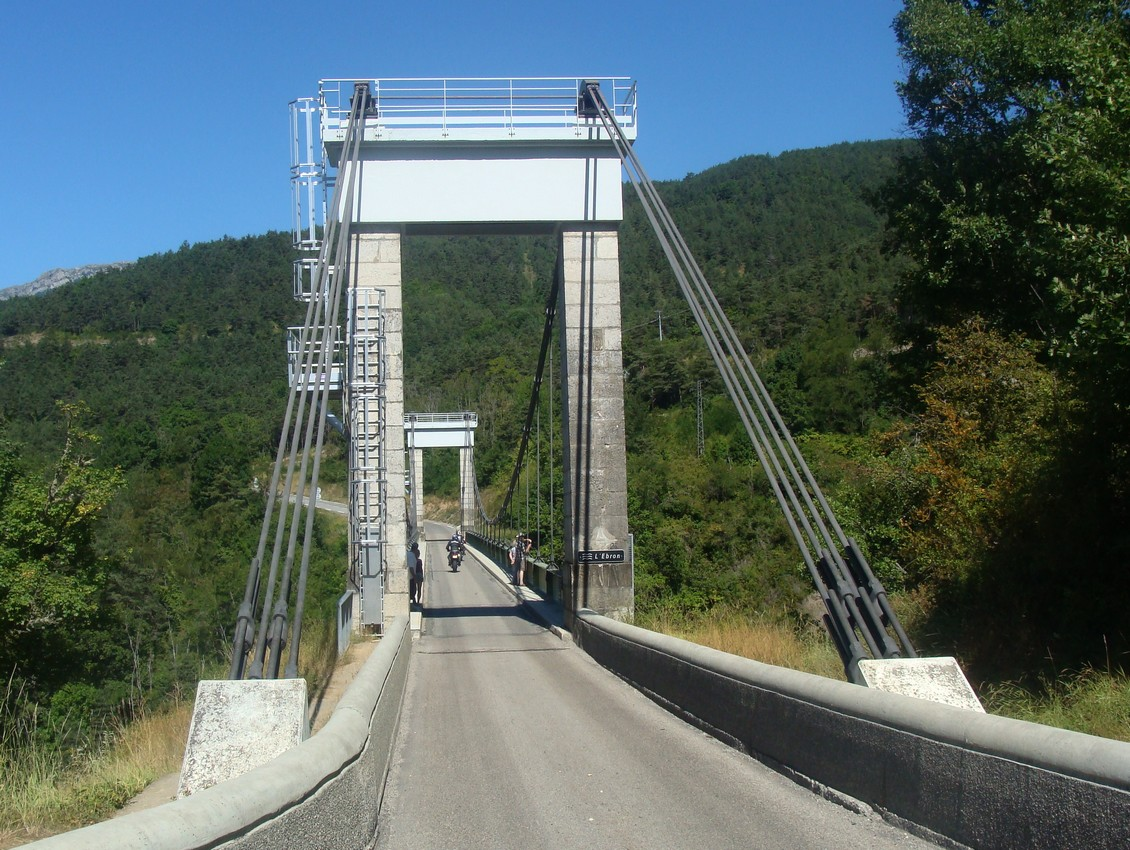
Le pont de Brion.

### Patrimoine culinaire
Selon certains sites locaux, on peut identifier trois spécialités locales :
- les ravioles du Trièves ;
- les bouffettes de Mens[27] ;
- le carré du Trièves[28].

On peut également savourer la chevrette du Trièves.

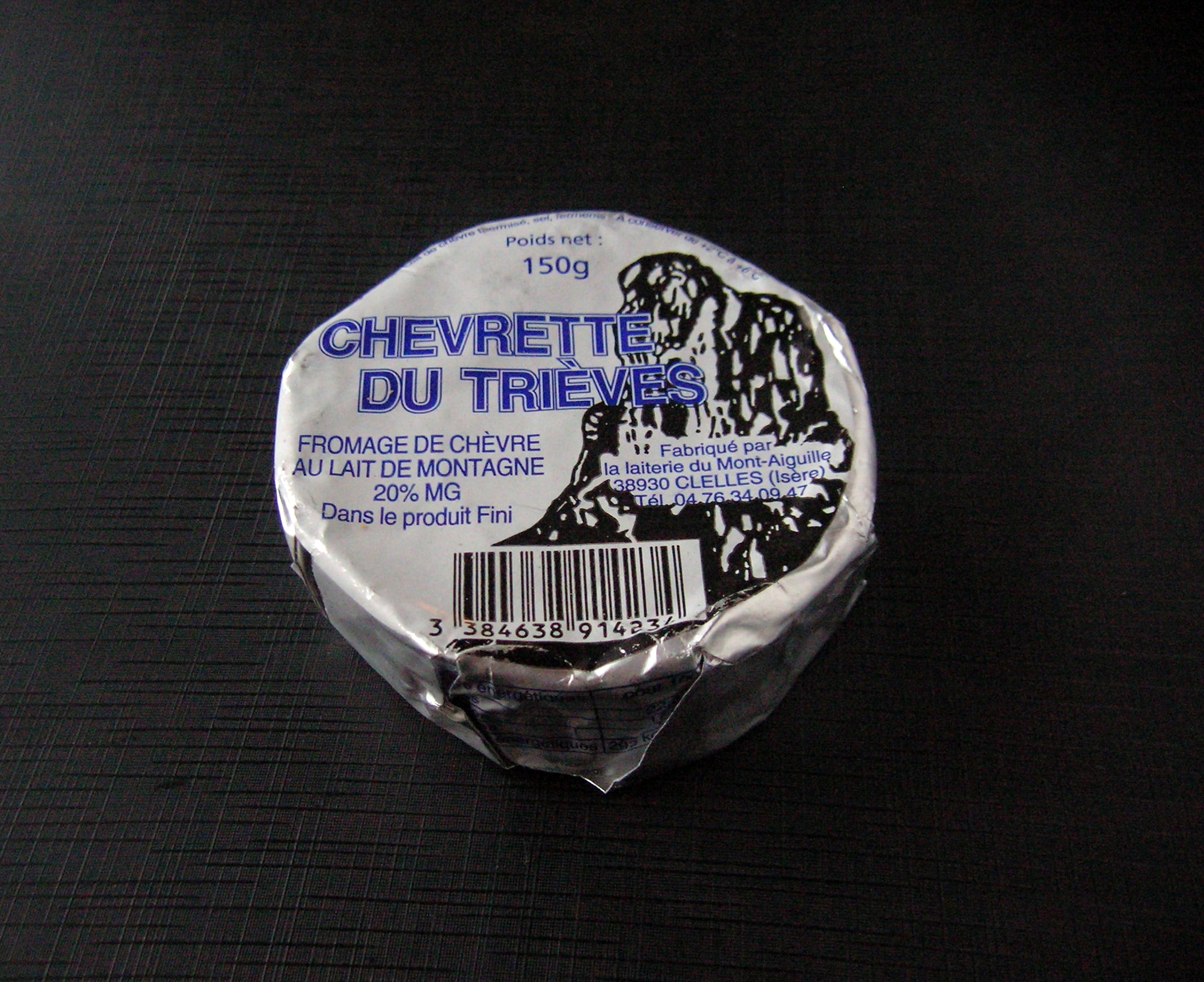
Chevrette du Trièves.
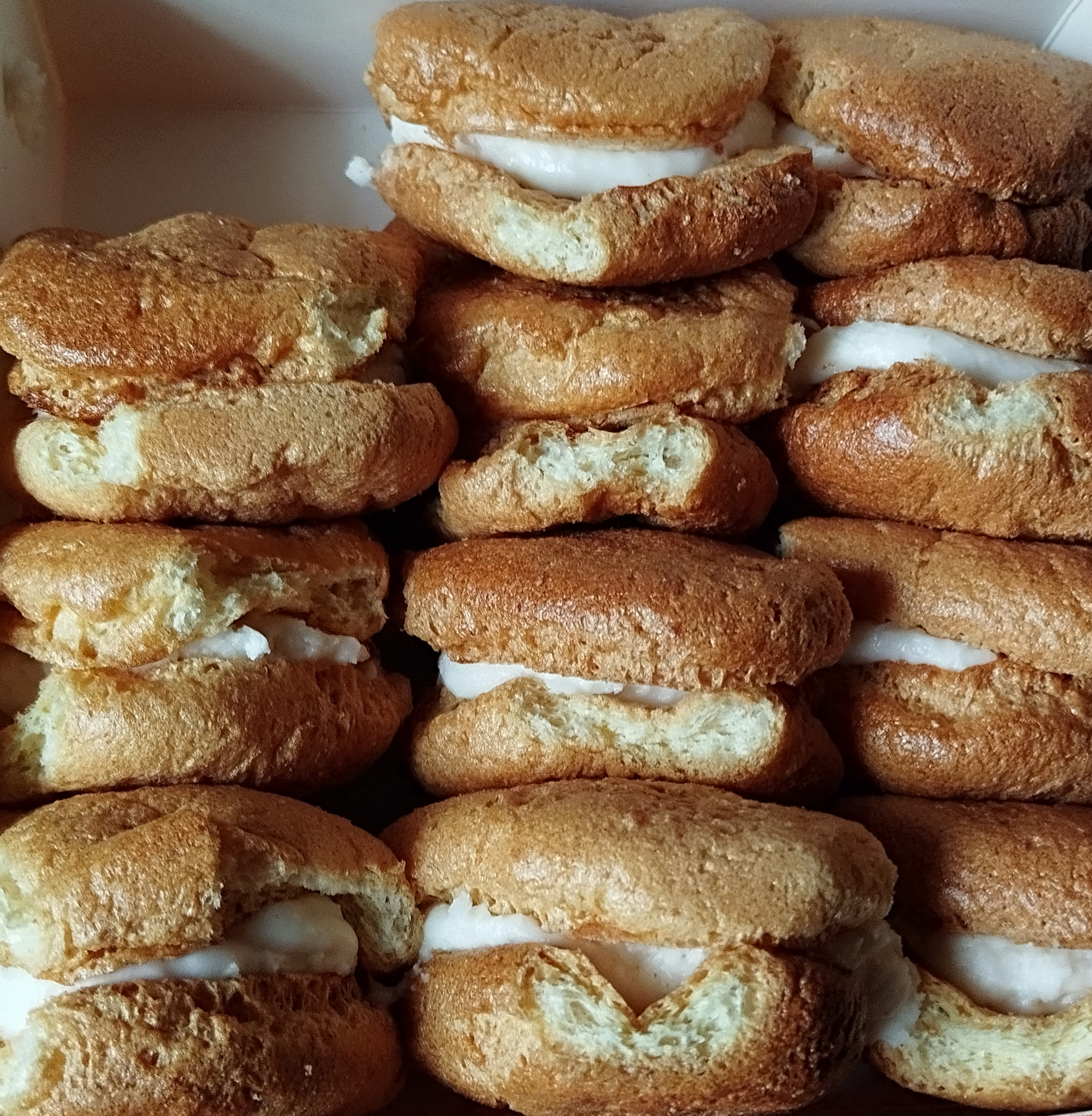
Les bouffettes de Mens.

### Patrimoine et traditions orales
Le territoire du Trièves se situe au sud de l'Isère et donc dans la partie septentrionale de la zone des patois vivaro-alpin, dialecte de l'occitan parlé dans les Alpes méridionales. Ce territoire se situe donc également au sud de l'extrême limite la zone des parlers dauphinois, laquelle appartient au domaine linguistique du francoprovençal ou arpitan et dont il subit l'influence.
Le vivaro-alpin a longtemps été considéré comme un sous-dialecte du provençal, sous l'appellation « provençal alpin » voire « nord-provençal » ou gavot. Son extension dans le Sud du Dauphiné lui a aussi valu l'appellation de dauphinois. L'UNESCO le classe « en danger » dans son Atlas des langues en danger dans le monde.

### Le Trièves dans les arts

#### Dans la littérature
Trois écrivains ont, entre autres, évoqué la région, dans leurs livres.

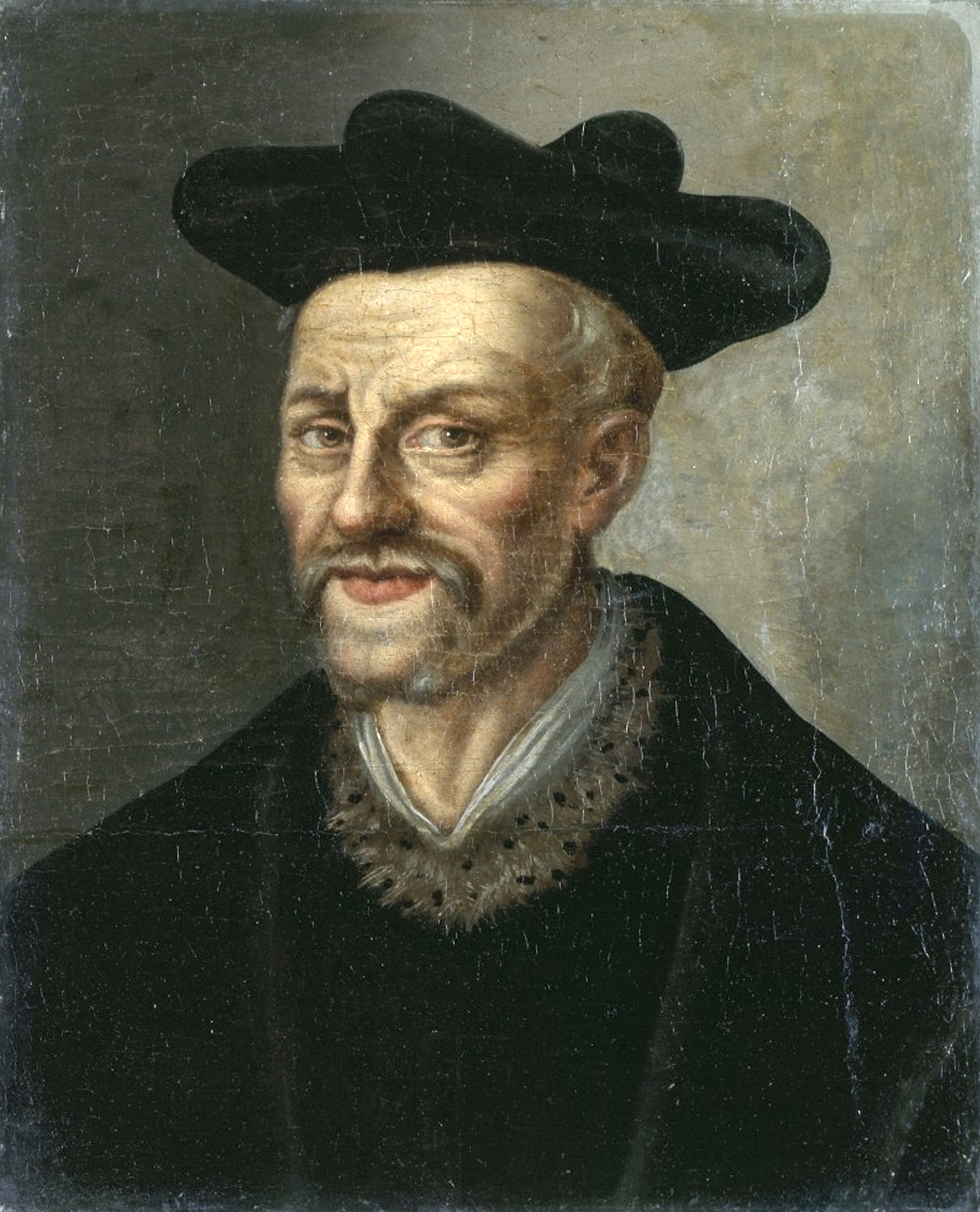
François Rabelais.

François Rabelais (1483 ou 1494-1553) a écrit Le Quart Livre où il narre l'ascension faite en 1492 par Antoine de Ville de ce qui était encore appelé le « mont Inaccessible », mais de façon quelque peu imaginaire, tant par la forme de la montagne que par le nom de l'alpiniste ou de ce qu'il a pu trouver au sommet.
Jean Giono (1895-1970) a écrit en 1947 Un roi sans divertissement, un roman qui a pour cadre le Trièves . L'action se déroule dans cette région que Giono connaît bien. La région lui a déjà fourni le cadre de certains romans comme Batailles dans la montagne et une partie des Vraies richesses. En ce qui concerne Un roi sans divertissement, adapté ensuite au cinéma, certaines communes du Trièves sont nommément citées (telles que Chichilianne ou Clelles) mais l'action principale parait être inspirée du village de Lalley, sans que le nom de celui-ci soit cité dans le roman. C'est aussi le cadre d'un autre roman de 1937 Batailles dans la montagne et d'autres nouvelles de Solitude de la pitié.
Catherine Claude (1924-2000), ancienne présidente de l'Union des écrivains, a situé deux de ses romans dans le Trièves : Le Magot de Josepha (Gallimard, 1960), porté à l'écran sous le titre Le Magot de Josefa par Claude Autant-Lara avec Bourvil, Anna Magnani et Pierre Brasseur ; et La mort d'Armand (Gallimard, 1961). Cécile, l'une des héroïnes de son roman Ciel blanc (Gallimard, 1967, Grand prix de la Résistance) est originaire du Trièves, où elle revient régulièrement se ressourcer auprès de sa mère : « Puis je la vois solidement campée, à l'instant où elle s'est avancée jusqu'au terre-plein devant la gare de Saint-Maurice pour regarder le vallonnement de pays vert cerné de montagnes qui est le sien, avec au fond, la grande barre étincelante du Dévoluy. »

#### Au cinéma

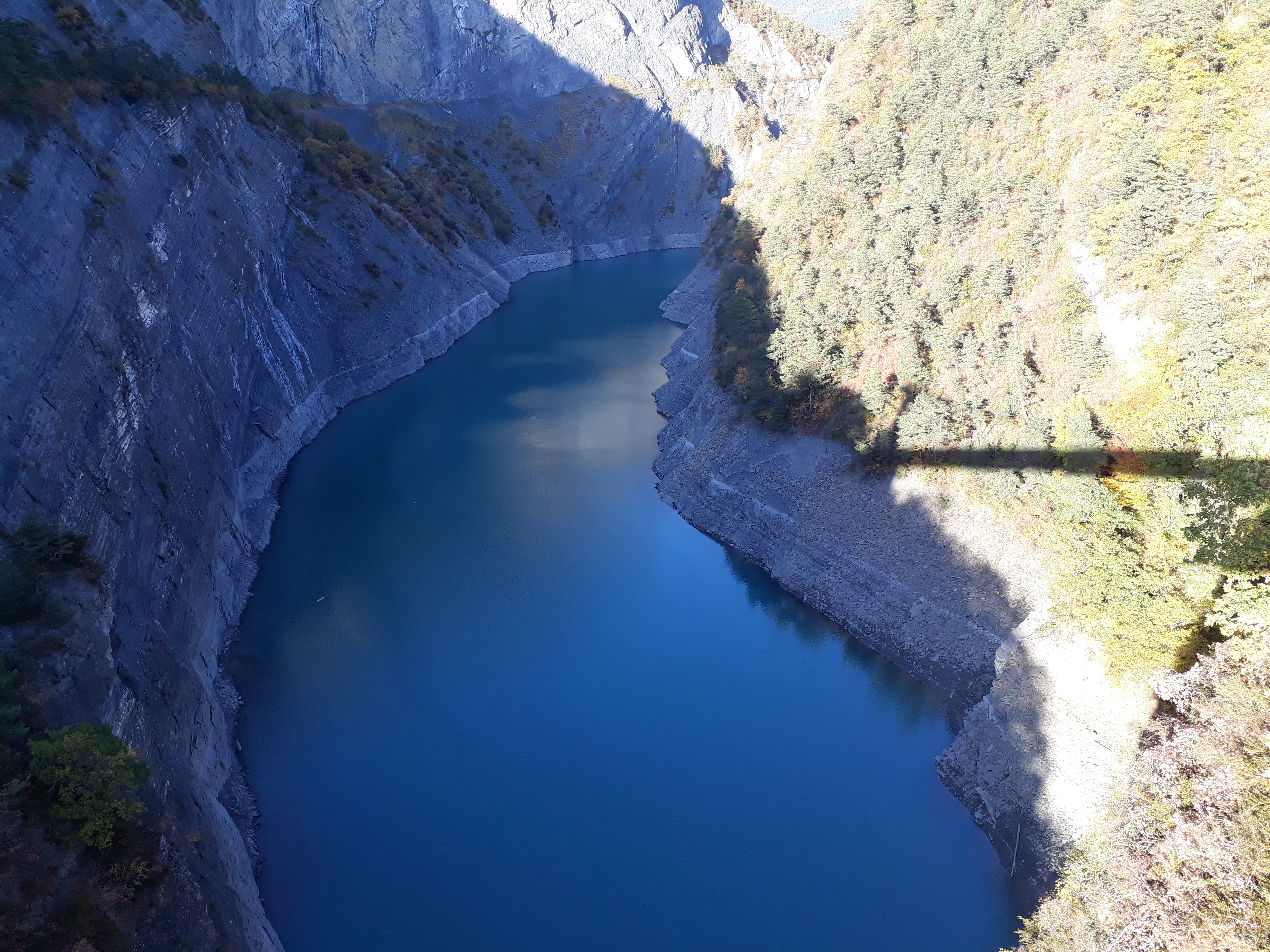
L'Ébron vu du pont de Brion, là où est tournée la scène finale du film Buffet froid.

Cinq films ont été tournés dans le Trièves :
- 1979 : Buffet froid de Bertrand Blier : la scène finale se déroule dans les gorges de l'Ébron, sous le pont de Brion, endroit où elles sont particulièrement spectaculaires[33] ;
- 2000 : Les rivières pourpres de Mathieu Kassovitz : une scène se déroule au pont de Brion à Roissard ;
- 2016 : Le Voyage de Fanny de Lola Doillon : de nombreuses scènes ont été tournées à Saint-Jean-d'Hérans, Cornillon-en-Trièves et Chichilianne ;
- 2018 : La Prière de Cédric Kahn : de nombreuses scènes ont été tournées à Mens, Saint-Baudille-et-Pipet et Tréminis[34] ;
- 2019 : Mens d'Isabelle Prim.
- 2024 : la série Anthracite de Fanny Robert et Maxime Berthemy : des scènes ont été tournées à Mens, mais aussi au col de Cornillon, au pont de Brion et sur le viaduc de Monestier[35].

#### Événements culturels
De nombreux festivals :
- festival Mens Alors ![36] de spectacle vivant, chaque année durant la première semaine du mois d'août ;
- festival FestiStreet d'arts urbains chaque année au mois d'août ;
- festival La Rurale, arts de la rue, chaque année au mois de juin ;
- festival Piano en Trièves[37] au mois de juillet ;
- festival l'Échappée rebelle[38] au mois de mai ;
- festival Les Têtes en l'air[39] au mois de septembre ;
- Fantastique Festival de jeux au mois d'octobre-novembre ;
- festival Ciné Regain et Vendanges tardives, fin octobre.

Des foires :
- foire du 1er Mai à Mens (existe depuis le XIIIe siècle, par édit du Dauphin) ;
- foire de la Transition[40] en septembre.

Des espaces consacrés à la culture et au spectacle vivant :
- théâtre Le Poulailler - Théâtre international de proximité[41] au hameau du Serre des Bayles de Monestier-du-Percy ;
- galerie d'art : Espace Giono[42], à Lalley ;
- musée du Trièves[43], à Mens ;
- atelier Gilioli[44], à Saint-Martin-de-la-Cluze ;
- salle de spectacles Le Pot au noir[45], à Saint-Paul-lès-Monestier ;
- un cinéma itinérant géré par une association, « L'écran vagabond du Trièves »[46], permet aux trièvois d'assister à des séances de cinéma dans de nombreux villages du territoire ;
- Radio Dragon, basée à Mens, est créée, portée et animée par les habitants du Trièves ;
- Bombyx, dans l'ancienne usine de soierie de Mens, regroupe un collectif d'associations et de créateurs.